# 大行政区

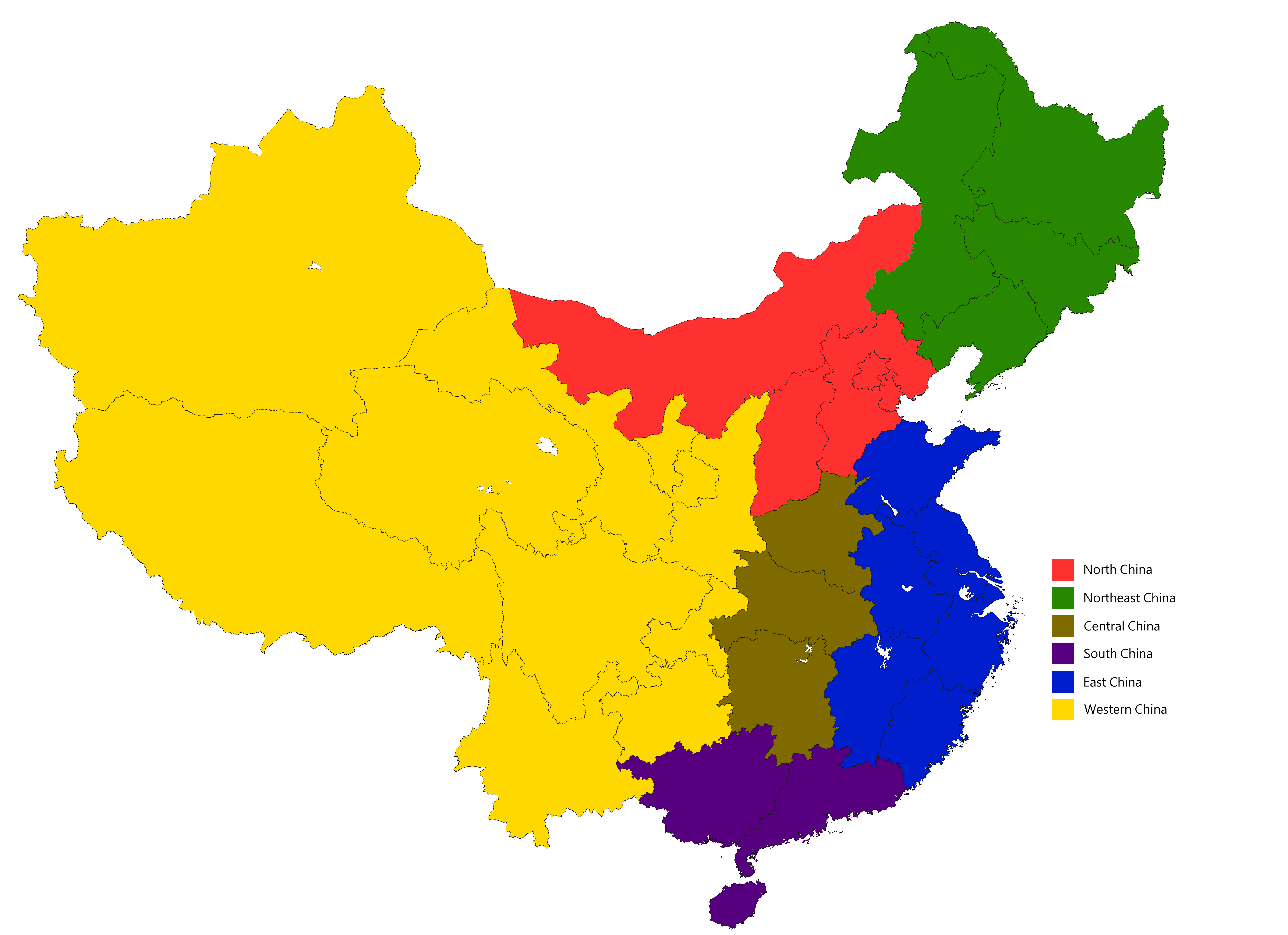
中国の大行政区

大行政区（だいぎょうせいく、中国語: 大行政区、拼音: Dàxíngzhèngqū）は、中華人民共和国の建国初期（1949年12月16日－1954年6月から11月にかけて）に設置された、いくつかの省・行署区・直轄市を包括した行政区域。中国においてこれまでの設置された行政区域の中で最も広い面積を管轄した行政単位であった。1949年12月16日に設置され、1954年6月から11月にかけて段階的に廃止された。

## 沿革
建国初期の社会主義建設期の1949年12月16日に中国政務院により「大行政区人民政府委員会組織通則」が決定され、国土を東北、華北、西北、華東、中南、西南の六つの大行政区に分け、大行政区には人民政府または軍政委員会が設置された。
このうち人民政府は東北大行政区と華北大行政区に、軍政委員会は西北、華東、中南、南西の大行政区に設置した。東北及び華北地域は国共内戦において比較的早く共産党の支配域となり治安も比較的に安定していたのに対し、東北及び華北地域以外は支配下に入って日も浅く反革命組織がまだ存在し治安が悪かったので軍政を敷いた。
その後、1950年1月27日に華北人民政府が廃止され、同年9月5日に中央人民政府の直轄として中央人民政府内に華北事務部が設置され中央直轄統治を行うようになった。
1952年11月15日、大行政区の統治機構が変更された。それまでの人民政府と軍政委員会は廃止され、中央政府の出先機関である行政委員会を設置し組織の長は中央政府が任命した。中央政府の支配が強化された。
大行政区自体も1954年6月から11月にかけて廃止され、省・行署区・直轄市に対して中央政府の直接指導する体制となった。

## 権限
大行政区の人民政府または軍政委員会は省・市の上級政府機関であり、下級の省・行署区・直轄市の人民政府に対して指導を行う場合は中央人民政府の執行機関である政務院を代表した。

## 管轄域
| 大行政区 | 管轄する省・行署区・直轄市                                                                                                  | 行政機構 所在地 | 中共組織             | 第一書記 | 行政機構       | 主席   | 軍事機構 | 司令員 | 政治委員 |
| -------- | --- | --------------- | -------------------- | -------- | -------------- | ------ | -------- | ------ | -------- |
| 華北     | 河北省、山西省、平原省、察哈爾省、綏遠省、北京市、天津市                                                                    | 北京市          | 中国共産党中央華北局 | 劉少奇   | 華北人民政府   | 董必武 | 華北軍区 | 聶栄臻 | 聶栄臻   |
| 東北     | 遼東省、遼西省、吉林省、黒竜江省、松江省、熱河省、旅大行署区、瀋陽市、撫順市、鞍山市、本渓市                                | 瀋陽市          | 中国共産党中央東北局 | 高崗     | 東北人民政府   | 高崗   | 東北軍区 | 高崗   | 高崗     |
| 華東     | 山東省、浙江省、福建省、台湾省（非支配域）、蘇北行署区、蘇南行署区、皖北行署区、皖南行署区、上海市、南京市                  | 上海市          | 中国共産党中央華東局 | 饒漱石   | 華東軍政委員会 | 饒漱石 | 華東軍区 | 陳毅   | 饒漱石   |
| 中南     | 河南省、湖北省、湖南省、江西省、広東省、広西省、武漢市、広州市                                                              | 武漢市          | 中国共産党中央中南局 | 林彪     | 中南軍政委員会 | 林彪   | 中南軍区 | 林彪   | 羅栄桓   |
| 西北     | 陝西省、甘粛省、寧夏省、青海省、新疆省、西安市                                                                              | 西安市          | 中国共産党中央西北局 | 彭徳懐   | 西北軍政委員会 | 彭徳懐 | 西北軍区 | 彭徳懐 | 習仲勲   |
| 西南     | 西康省（西半分非支配域）、雲南省、貴州省、四川省（1950年1月に川東行署区、川西行署区、川南行署区、川北行署区に分割）、重慶市 | 重慶市          | 中国共産党中央西南局 | 鄧小平   | 西南軍政委員会 | 劉伯承 | 西南軍区 | 賀竜   | 鄧小平   |

## 共産党政権の施政下にない管轄域
- 台湾省

台湾省が華東大行政区の管轄地とされているが、中国国民党政権が実効支配していて当時から中国共産党政権の施政下にない。

## 大行政区制に含まれない地域
- 内蒙古自治区

民族区域自治制度のもと区域民族自治を敷いた内蒙古地域は大行政区制から除かれた。また当時の内蒙古自治区は現在の区域よりもだいぶ狭く、現在の自治区のウランチャブ市から西は管轄域ではなかった。
- 西康省西部

1949年10月の中華人民共和国建国時、西康省西部（金沙江から西）はガンデンポタン政権の施政下にあり、中国国民党政権は元より中国共産党政権も統治の及ばない地であった。
西康省西部については、1950年10月、中国人民解放軍が侵攻・制圧して中国共産党政府の支配域となった。1951年1月、中国共産党政府は西康省西部を西康省から分離し、「西蔵地方（ガンデンポタン政権施政下の西蔵地域ではない）」という新たな行政区域を作り、そこにチャムド地区として編入させた。
- 西蔵地方

1949年10月の中華人民共和国建国時、西蔵地域はガンデンポタン政府の施政下にあり、中国国民党政権は元より中国共産党政権も統治の及ばない地であった。